# Pachymenes sericeus
Pachymenes sericeus är en stekelart som först beskrevs av Henri Saussure 1852.  Pachymenes sericeus ingår i släktet Pachymenes och familjen Eumenidae. Inga underarter finns listade i Catalogue of Life.